# 帕納馬 (加利福尼亞州)
巴拿馬（英語：Panama）是位於美國加利福尼亞州克恩縣的一個非建制地區。該地的面積和人口皆未知。

## 地理
巴拿馬的座標為35°16′01″N 119°03′24″W / 35.26694°N 119.05667°W，而該地的平均海拔高度為107米（即351英尺）。